# Георги Черкелов
Георги Иванов Черкелов е български актьор.

## Биография
Роден е на 25 юни 1930 г. в град Хасково. След като учи 3 години право в Софийския университет, решава да завърши ВИТИЗ „Кръстьо Сарафов“. През 1956 г. се дипломира със специалност актьорско майсторство и режисура при професор Моис Бениеш. Започва кариерата си като артист във Врачанския театър (1956 – 1959).
Играл е и на сцените на Народен театър за младежта (1960 – 1968), Сатиричния (1959 – 1960) и Народния театър (1972 – 1985) и (1989 – 1991), Драматично-куклен театър „Иван Радоев“ Плевен (1985 – 1989), театър „Барбуков“ (1994 – 1995), Нов драматичен театър „Сълза и смях“ ((след 1995) и в СИФ (1968 – 1972) и (от 1975-). През 1982 – 84 г. е художествен ръководител на Хасковския драматичен театър, на чиято сцена се изявява не само като актьор, но и като режисьор. От 1985 до 1990 г. е директор на Плевенския драматичен театър, докато продължава да играе в Народния театър „Иван Вазов“. Режисьор е на постановките „Полет над кукувиче гнездо“, „Спасителят в ръжта“, „Хъкълбери Фин“, „Борци“ и др. Сценичните адаптации на „Хъкълбери Фин“ и „Спасителят в ръжта“ е направил сам. През 2010 г. излиза негов сборник с разкази („Разкази и имейли“), издаден от Locus Publishing.
Дебютът му в киното е през 1961 г. Черкелов добива широка популярност с ролята си на Богдан Велински от сериала „На всеки километър“, където играе събирателен образ на Никола Гешев – шеф на отделение „Борба с комунизма“ в страната до 1944 г. Това е една от най-запомнящите се роли в историята на българското кино.
За 50 години Черкелов е създал над 100 роли в театъра и около 70 роли в киното. Пресъздал е най-много централни герои в Шекспирови пиеси. Изиграл е почти целия репертоар на британския класик. Стилът на Черкелов е интелигентен, с пестеливи изразни средства, базиран на фини нюанси в интонацията, на тежките паузи и на солидно произнесените фрази. Негова запазена марка са вътрешното достойнство и достолепие.
Незабравими са изпълненията му в ролите на Крал Лир, Ричард II, Сократ, Хлудов и много други. Участва във филми като „Съдията“ (1986), „Цар и генерал“ (1966), „Бялата стая“ (1968), „Мъже в командировка“ (1969), „Князът“ (1970), „Сватбите на Йоан Асен“ (1975), „Топло“ (1978), „Черешова градина“ (1979), „Аспарух“ (1981), както и във филмови копродукции в Италия („Галилео Галилей“ – 1969) и Германия. Режисьор е на телевизионния филм „Спирка Берлин“.
Член на САБ и СБФД (1970).

## Личен живот
Черкелов е женен за кратко за ученическата си любов Лиляна, но двамата се развеждат.
През 1956 г. Черкелов се жени за пулмоложката д-р Виолета Мишева, с която имат 2 дъщери и един син – Иван Черкелов.
От 1973 до 1980 г. Георги Черкелов има 7-годишна връзка с Лидия Вълкова, докато е все още женен за съпругата си. Дъщеря му Боряна почина на 16 години при пътнотранспортно произшествие през 1978 г. През 1984 г. Георги и Виолета се развеждат.
До смъртта си е женен за третата си съпруга изкуствоведката Зина Стругова. През 2011 г. той претърпява инсулт.

## Смърт
Георги Черкелов умира на 81 години от дихателна недостатъчност на 19 февруари 2012 г. Погребан е в Централните софийски гробища.
Оставя след себе си съпругата си Зина, дъщеря си Ирина, сина си Иван, както и доведените дъщери на Стругова. Черкелов надживява с 33 години дъщеря си Боряна.

## Памет
На Георги Черкелов е наречена улица в квартал „Кръстова вада“ в София (Карта).

## Награди
- Заслужил артист (1970)
- Народен артист (1974)
- Орден „Кирил и Методий“ – II степен (1967)
- Орден „за заслуги“ към БНА (1974)
- Орден „Стара планина“ за приноса му в българската култура (2001)
- Награда „за мъжка роля“ (Велински) от филма „На всеки километър“ (Варна, 1969)
- Награда „за мъжка роля“ (Бижев) от филма „Мъже в командировка“ (Варна, 1970)
- Награда „за мъжка роля“ за (полковник Демирев) от филма „Зарево над Драва“ и (партинийят секретар) от филма Трудна любов (Варна, 1974).
- Награда „Аскеер“ за цялостно творчество (2009)
- Голямата награда „Златна роза“ за филма „Допълнение към закона за защита на държавата“ (Варна, 1976)
- Наградата на 17-ия филмов фестивал „Любовта е лудост“ за цялостен принос (2010)

## Театрални роли

### Режисьор
- „Полет над кукувиче гнездо“
- „Спасителят в ръжта“
- „Хъкълбери Фин“
- „Борци“ (Стратис Карас)

### Актьор
- „Автобиография“ (1977) (Бранислав Нушич)
- „Ричард III“
- „Както ви се харесва“
- „Ромео и Жулиета“
- „Напразни усилия на любовта“ (1963) (Уилям Шекспир)

## Телевизионен театър

### Актьор
- „Страшният съд“ (1992)
- „Съединението“ (1985) (Пелин Пелинов), 3 части
- „Борци“ (1980) (Стратис Карас)
- „Мари Октобр“ (1980) (Жан Робер, Жюлиен Дювивие, Анри Динсън)
- „Сократ“ (1980) (Едвард Радзински) – Сократ
- „Берачът на малини“ (1978) (Фриц Ховендер)
- „Кукла от легло 21“ (Джордже Лебович) (1978)
- „Макбет“ (1977) (Уилям Шекспир) – 2 части
- „Старецът“ (1977) (Недялко Йорданов) – 2 части
- „Посещението на един инспектор“ (1974) (Джон Пристли)
- „Рози за д-р Шомов“ (1973) (Драгомир Асенов), (Втора реализация)
- „Не подлежи на обжалване“ (1973) (Лозан Стрелков)
- „Светът е малък“ (1968) (Иван Радоев)
- „Ромео, нима още живееш“ (1968) (Панчо Панчев)
- „Тънка нишка“ (1967) (Андрей Яковлев и Яков Наумов), 2 части
- „Болничната стая“ (1964)
- „Бягство в новогодишната нощ“ (1964) (Михаил Тонецки)
- „Когато гръм удари“ (1964) (Пейо Яворов)

Хумористични миниатюри
- „Лоенгрин“ (Курт Гьоц) – съдружникът Яков Халер

## Филмография
| Година      | Филми и Сериали                                                    | Серии  | Копродукции                 | Роля |
| ----------- | ------------------------------------------------------------------ | ------ | --------------------------- | --- |
| 2006        | Обърната елха                                                      | 6 нов. | България/Германия           | Сократ (в III новела: „Сократ“) |
| 2001        | Версенжеторикс („Vercingétorix“) Друиди (алтернативно заглавие)    |        | Франция/Канада/Белгия       | римлянин |
| 1994        | Честна мускетарска (тв)                                            |        |                             | Атос |
| 1999        | Стъклени топчета                                                   |        |                             | дядо на Албена |
| 1996        | Закъсняло пълнолуние                                               |        | България/Унгария            | Кольо, приятел на Стареца |
| 1995        | Търкалящи се камъни                                                |        | България/Франция            | бащата |
| 1990        | Под игото (тв сериал)                                              | 9      | България/Унгария            | чорбаджи Юрдан |
| 1986        | Съдията                                                            |        |                             | съдията Андрей Димов |
| 1985        | Константин Философ                                                 | 2      |                             | Захариос |
| 1984        | Вкус на бисер                                                      |        |                             | директорът на театъра |
| 1984        | Бронзовият ключ (тв)                                               |        |                             | Чаушев |
| 1983        | Голямата игра („Большая игра“) (тв сериал)                         | 6      | СССР/България               | Дон Джузепе Валоне, кинопродуцент, босът на мафията                                                                                    |
| 1983        | Константин Философ (тв сериал)                                     | 6      |                             | Захариос |
| 1983        | 681 – Величието на хана                                            |        |                             | Василий, бащата на Велизарий |
| 1982        | Милионите на Привалов („Die priwalov'schen Millionen“) (тв сериал) | 6      | ФРГ/Западен Берлин/България | Василий Назарич Бахарев |
| 1982        | Най-тежкият грях                                                   |        |                             | Румен Абрашев |
| 1982        | Спирка „Берлин“                                                    | 2      |                             | бизнесменът Йозеф Кол, бивш есесовец и надзирател в концлагера Кеслер                                                                  |
| 1981        | Кристали                                                           |        |                             | |
| 1981        | Хан Аспарух                                                        | 3      |                             | Василий, бащата на Велизарий |
| 1979        | Черешова градина                                                   |        |                             | Ламбев |
| 1978        | Рàли                                                               | 2      | България/СССР               | |
| 1978        | Топло                                                              |        |                             | Нестор Шопов, академикът |
| 1978        | Юлия Вревска                                                       | 2      | България/СССР               | Виктор Юго |
| 1977 – 1982 | Четвъртото измерение (тв сериал)                                   | 6      |                             | професор Розентал, началникът на базата, откривател на четвъртото измерение                                                            |
| 1976        | Приказка за двама войници („Повесть о двух солдатах“)              |        | СССР/България               | |
| 1976        | Допълнение към Закона за защита на държавата                       |        |                             | Александър Цанков |
| 1976        | Изгори, за да светиш (тв сериал)                                   | 7      | България/Италия/СССР/ГДР    | Данев |
| 1975        | Легенда за върха (тв)                                              |        |                             | Селим паша |
| 1975        | Присъствие                                                         |        |                             | Драго Баджаров |
| 1975        | Сватбите на Йоан Асен                                              | 2      |                             | император Йоан III Дука Ватаци владетелят на Никейската империя                                                                        |
| 1974        | Иван Кондарев                                                      | 2      |                             | бай Петър |
| 1974        | На живот и смърт (тв сериал)                                       | 3      |                             | ятакът дядо Божин |
| 1974        | Трудна любов                                                       |        |                             | партийният секретар |
| 1974        | Зарево над Драва                                                   | 2      |                             | полковник Демирев |
| 1973        | Очакване                                                           |        |                             | режисьорът |
| 1971        | Шарен свят                                                         | 2 нов. |                             | д-р Кьорбашиев (във II новела: „Гола съвест“)                                                                                          |
| 1971        | Странен двубой                                                     |        |                             | полковникът от ДС |
| 1971        | Демонът на империята (тв сериал)                                   | 10     |                             | Мидхат паша |
| 1970        | Князът                                                             |        |                             | Патриарх Йоаким |
| 1969        | Господин Никой                                                     |        |                             | Кралев |
| 1969, 1971  | На всеки километър (тв сериал)                                     | 26     |                             | Богдан Велински, полковник от тайната полиция/капитан Робърт Франк, американски агент/д-р Херман Майлер/Поатие/Стоянович/професор Мунс |
| 1969        | Галилео Галилей („Galileo“)                                        |        | Италия/България             | Николини, посланикът на Тоскана |
| 1968        | Мъже в командировка                                                | 3 нов. |                             | Бижев, директорът на продукция на снимачната група (в 3-та: „Епизодът“)                                                                |
| 1968        | Бялата стая                                                        |        |                             | доцент Стоев |
| 1968        | Опасен полет                                                       |        |                             | генералът |
| 1967        | С дъх на бадеми                                                    |        |                             | инспекторът |
| 1967        | Мълчаливите пътеки                                                 |        |                             | полковникът от авиацията |
| 1966        | Джеси Джеймс срещу Локум Шекеров (тв)                              |        |                             | |
| 1966        | Цар и генерал                                                      |        |                             | генерал Карев, царски адютант |
| 1966        | Семейство Калинкови (тв сериал)                                    | 12     |                             | Мирко Калинков |
| 1965        | Васката                                                            |        |                             | |
| 1965        | Неспокоен дом                                                      |        |                             | полковникът от МВР |
| 1965        | Вълчицата                                                          |        |                             | следователят |
| 1965        | До града е близо                                                   |        |                             | Колев |
| 1964        | Приключение в полунощ                                              |        |                             | полковник Оберц Мароф |
| 1964        | Невероятна история                                                 |        |                             | главният редактор |
| 1964        | Когато гръм удари                                                  |        |                             | |
| 1963        | На тихия бряг                                                      |        |                             | Мечев |
| 1963        | Смърт няма                                                         |        |                             | главен инженер Панов |
| 1961        | Последният рунд                                                    |        |                             | Жоро |